# Campeonato Oficial de fútbol playa de Chile 2010
El Tercer Campeonato Oficial de fútbol playa de Chile organizado por la ANFP se disputó entre los días 21 y el 24 de enero de 2010 en la ciudad de Coquimbo.

## Sistema de Campeonato
El Torneo de Fútbol Playa ANFP 2010 tendrá a seis equipos, de los cuales se jugará en dos grupos. 
La zona A estará conformada por la Selección de México, Iquique y Deportes La Serena, mientras el grupo B está encabezado por la Selección de Chile,Coquimbo Unido y Viña del Mar. 

## Resultados

### Primera fase
| Fecha       | Partido           | Partido | Partido      | Resultado |
| ----------- | ----------------- | ------- | ------------ | --------- |
| 21 de enero | Coquimbo Unido    | 4 -11   | Viña del Mar |           |
| 21 de enero | Municipal Iquique | 8-3     | La Serena    |           |

| Fecha                  | Partido | Partido     | Partido | Resultado |
| ---------------------- | ------- | ----------- | ------- | --------- |
| 21 de enero Exhibición | Chile   | 2 (3)-2 (2) | México  |           |

| Fecha       | Partido | Partido | Partido           | Resultado |
| ----------- | ------- | ------- | ----------------- | --------- |
| 22 de enero | México  | 4-2     | Municipal Iquique |           |
| 22 de enero | Chile   | 8-3     | Coquimbo Unido    |           |

| Fecha       | Partido | Partido | Partido      | Resultado |
| ----------- | ------- | ------- | ------------ | --------- |
| 23 de enero | México  | 8-4     | La Serena    |           |
| 23 de enero | Chile   | 7-5     | Viña del Mar |           |

### Tercer Puesto
| Fecha       | Partido           | Partido | Partido      | Resultado |
| ----------- | ----------------- | ------- | ------------ | --------- |
| 24 de enero | Municipal Iquique | ? - ?   | Viña del Mar |           |

### Final
| Fecha       | Partido | Partido | Partido | Resultado |
| ----------- | ------- | ------- | ------- | --------- |
| 24 de enero | Chile   | 2-6     | México  |           |

## Campeón
| México 1º título |